# Vettius Valens
Vettius Valens (né en février 120 et mort en 175) est un astrologue grec, originaire d'Antioche, qui a rendu compte de sa pratique dans Anthologies.
Étant un praticien, à la différence de Claude Ptolémée, Vettius Valens est jugé représentatif des pratiques horoscopiques de son temps.
D'après Wilhelm Knappich, Vettius Valens ne reconnaissait pas ou n'acceptait pas le zodiaque tropique d'Hipparque et de Ptolémée (il utilisait un zodiaque sidéral).
Alors que Ptolémée, dont se recommandent encore beaucoup d'astrologues, était déterministe, pour Vettius Valens les astres étaient des signes et non des causes.

## Œuvres
- Anthologies, trad. française :
  - Anthologies, livre I, éd. et trad. Joëlle-Frédérique Bara, Leyde, Brill, 1989.
- Anthologies, trad. anglaise :
  - The Anthology (Book I), Berkeley Springs (Virginie-Occidentale, États-Unis), Project Hindsight, 1993 ;
  - The Anthology (Book II, Part I), Berkeley Springs (Virginie-Occidentale, États-Unis), Project Hindsight, 1994 ;
  - The Anthology (Book IV), Berkeley Springs (Virginie-Occidentale, États-Unis), Project Hindsight, 1993;
  - The Anthology (Book V & VI), Cumberland (Maryland, Etats-Unis), Project Hindsight, 1997.